# 1955-ös Formula–1 belga nagydíj
Az belga nagydíj volt az 1955-ös Formula–1 világbajnokság negyedik futama, amelyet 1955. június 5-én rendeztek meg a belga Circuit de Spa-Francorchamps-on.

## Futam
Eugenio Castellotti egy héttel mestere, Alberto Ascari halála után a legjobb időt futotta. A pole pozícióból indulva a tizenhatodik körig küzdött Fangióval az első helyért, amikor váltóműve megadta magát, és kiesett a versenyből. A dobogóra Fangio és Moss mellé a harmadik helyre Farina állt fel, a belga újságíró, Paul Frére meglepetésre a negyedik lett.
| Helyezés | Rajtszám | Versenyző                 | Csapat/Motor | Futott kör | Idő/Kiesés oka | Rajthely | Pont |
| -------- | -------- | ------------------------- | ------------ | ---------- | -------------- | -------- | ---- |
| 1        | 10       | Juan Manuel Fangio        | Mercedes     | 36         | 2h39:29,0      | 2        | 9    |
| 2        | 14       | Stirling Moss             | Mercedes     | 36         | + 8,1          | 3        | 6    |
| 3        | 2        | Nino Farina               | Ferrari      | 36         | + 1:40,5       | 4        | 4    |
| 4        | 6        | Paul Frère                | Ferrari      | 36         | + 3:25,5       | 8        | 3    |
| 5        | 24       | Roberto Mieres Jean Behra | Maserati     | 35         | + 1 kör        | 13       | 1    |
| 6        | 4        | Maurice Trintignant       | Ferrari      | 35         | + 1 kör        | 10       |      |
| 7        | 22       | Luigi Musso               | Maserati     | 34         | + 2 kör        | 7        |      |
| 8        | 26       | Cesare Perdisa            | Maserati     | 33         | + 3 kör        | 11       |      |
| 9        | 28       | Louis Rosier              | Maserati     | 33         | + 3 kör        | 12       |      |
| Ki       | 12       | Karl Kling                | Mercedes     | 21         | Olajszivárgás  | 6        |      |
| Ki       | 30       | Eugenio Castellotti       | Lancia       | 16         | Váltóhiba      | 1        |      |
| Ki       | 40       | Mike Hawthorn             | Vanwall      | 8          | Váltóhiba      | 9        |      |
| Ki       | 20       | Jean Behra                | Maserati     | 3          | Kicsúszás      | 5        |      |
| NI       | 38       | Johnny Claes              | Maserati     |            | Motorhiba      |          |      |
| NI       | 48       | Piero Taruffi             | Ferrari      |            | Nem indult     |          |      |
| NI       | 4        | Harry Schell              | Ferrari      |            | Nem indult     |          |      |

## Statisztikák
- A versenyen vezetett: Juan Manuel Fangio 36 kör (1–36.).
- Itt szerezte meg Eugenio Castellotti egyetlen pole pozícióját.
- Juan Manuel Fangio 15. győzelme(R), 16. leggyorsabb kör (R)
- Mercedes 6. győzelme.